# Krška gušterica
Krška gušterica (latinski: Podarcis melisellensis) vrsta je guštera iz porodice Lacertidae.  Prisutna je u Albaniji, Bosni i Hercegovini, Hrvatskoj, Italiji, Srbiji, Crnoj Gori i Sloveniji. Prirodna staništa ove vrste su: šume, sredozemna grmljasta vegetacija, kamenita područja i pašnjaci.  
Krške gušterice narastu do 65 mm u duljini, dok im je rep otprilike dvostruko duži od tijela. Ženke guštera polažu 2 do 8 jaja, a mladunci su dugi oko 25 mm.
Ovi gušterice dolaze u tri boje: žutoj, narančastoj i bijeloj. Mužjak narančaste boje smatra se dominantnijim mužjakom nego bilo koji drugi mužjak u drugoj boji u sezoni parenja, jer narančasta boja guštera prikazuje kao agresivnije. Narančaste gušterice imaju veću veličinu i silu ugriza kako bi mogli odbiti suparnike u borbi za ženku i zadržali teritorij. Kod ove vrste, ženke više vole narančaste mužjake jer su narančasti mužjaci veći i zdraviji i mogu dati ženskom potomstvu kvalitete osobine.  Iako se žene više vole pariti s narančastim mužjacima, parit će se i sa žutim mužjacima, jer im takvi mužjaci pružaju više koristi poput zaštite na malom teritoriju. U međuvremenu, bijeli mužjaci mogu se pariti samo, ako se nametnu na teritoriju drugog mužjaka i druže se s ženkama drugih mužjaka. 